# Terpides sooretamae
Terpides sooretamae is een haft uit de familie Leptophlebiidae. De wetenschappelijke naam van de soort is voor het eerst geldig gepubliceerd in 2009 door Boldrini & Salles.
De soort komt voor in het Neotropisch gebied.